# Alto Mijares
L'Alto Mijares (in valenciano: Alt Millars) è una delle 34 comarche della Comunità Valenciana, con una popolazione di 4 181 abitanti in maggioranza di lingua castigliana; suo capoluogo è Cirat.
Amministrativamente fa parte della provincia di Castellón, che comprende 8 comarche.